# Ryota Miki
Ryota Miki (三木 良太 Miki Ryota?), född 12 april 1985 i Osaka prefektur, är en japansk före detta fotbollsspelare.
Miki började sin karriär 2004 i Gamba Osaka. 2007 blev han utlånad till Ehime FC. Han gick tillbaka till Gamba Osaka 2009. Med Gamba Osaka vann han japanska ligan 2005 och japanska cupen 2009. 2009 flyttade han till Fagiano Okayama. Han avslutade karriären 2011.